# زبان بلغاری
زبان بُلغاری (به بلغاری: Български език، تلفظ: بَلگارسکی اِزیک) یک زبان هندواروپایی و هموند شاخه جنوبی زبان‌های اسلاوی می‌باشد. بلغاری دارای ویژگی‌هایی زبانشناسانه -همانند زدودن صرف واژگان؛ گسترش حرف تعریف پسوندی؛ بی‌نیازی کارواژگان به مصدر و نگهداری و پیشبرد سامانه فعلی نیااسلاوی- می‌باشد که این زبان را از دیگر زبان‌های خانواده اسلاوی جدا می‌نماید.
بلغاری بخشی از پیوند زبانشناسی بالکان است. به جز بلغاری زبان‌های یونانی، مقدونی، رومانیایی، آلبانیایی و گویش تورلاکیایی که بخشی از زبان صربی است نیز عضو این پیوند می‌باشند که بیشتر اینان در داشتن ویژگی‌هایی که در بالا گفته‌شد یکسانند. (مانند حرف تعریف، نداشتن مصدر، دستگاه پیچیده فعلی و …)
این زبان در کشورهای بلغارستان، اوکراین، باختر صربستان، رومانی، مقدونیه، یونان و ترکیه گویشورانی دارد. همچنین از راه کوچ انجمن‌های بلغاری زبان در سراسر جهان یافت‌می‌شوند. شمار گویشوران این زبان را تا ۱۲ میلیون تقریب می‌زنند.

## تاریخچه
گسترش زبان بلغاری در چند دوره تاریخی بخش‌بندی شده‌است. دوره پیش از تاریخ که میان تاخت و تاز اسلاوونیک به بخش‌های خاوری بالکان تا مأموریت دینی سنت‌کوریل و سنت‌متودیوس در دهه ۸۶۰ (میلادی) بازمی‌گردد. در این زمان قدیسان یادشده و پیروانشان انجیل و دیگر نوشته‌های آیینی از یونانی را به اسلاوونیک کلیسایی کهن برگرداندند. زبان بلغاری کهن از دل زبان یاد شده بیرون آمد. بلغاری میانه(سده‌های ۱۲ تا ۱۵ میلادی) زبان ادبی بُرنا و نوآورانه‌ای بود. بلغاری نوین از سده ۱۶ (میلادی) تا امروز تاریخ گذاری می‌شود. این زبان در سده ۱۹ (میلادی) به عنوان زبان بومی بلغارستان تثبیت شد. گسترش تاریخی زبان بلغاری از بلغاری کهن تا بلغاری نوین گذاری از یک زبان ترکیبی به یک زبان تحلیلی بوده‌است.
از زبان بلغارها تنها کمتر از بیست واژه در زبان کنونی بلغاری به جای مانده‌است. بلغارها که در اصل به زبان بلغار -که زبانی از خانواده زبان‌های ترکی بوده- سخن می‌راندند. اینان پس از اینکه از سرزمین اصلی خود به بلغارستان کوچیدند زبان اسلاوی بومی آن سامان را پذیرفتند.

## الفبا
در ۸۸۶ (میلادی) بلغارستان الفبای گلاگولیتیک را که سنت‌کوریل و سنت‌متودیوس ساخته‌بودند را پذیرفت. رفته‌رفته با گذشت سده‌های گلاگولیتیک جای خود را سیریلیک داد که در آغاز سده ۱۰ (میلادی) در آموزشگاه ادبی پرسلاو گسترش یافته‌بود. بسیاری از الفبای سیریلیک از الفبای یونانی وام گرفته‌شده بود؛ ولی واج‌هایی که هم‌ارز یونانی نبودند ساده‌شده گلاگولیتیک بودند.
در پایان سده ۱۸ (میلادی) و با نفوذ کتاب‌های چاپی روس، الفبای شهری پتر یکم جایگزین سامانه نوشتاری پیشین شد. از آغاز تا میانه سده نوزدهم و در کوشش برای یافتن قانون‌گذاری نویسه شیوه‌های نگارش سیریلیک که در برگیرنده ۲۸ تا ۴۴ حرف بود به کار گرفته‌شد تا سرانجام شیوه نگارش پیشنهادی مارین درینوف که دارای ۳۲ حرف بود در دهه ۱۸۷۰ پذیرفته‌شد. تا ۱۹۴۵ که بهسازی نوشتاری رخ‌داد از شیوه کرینوف بهره‌برداری می‌شد. پس از این شمار الفبای بلغاری به ۳۰تا کاهش یافت.
الفبای کنونی بلغاری و آوای هرکدام در زیر آورده‌شده‌است:
| А а /a/ | Б б /b/ | В в /v/ | Г г /g/  | Д д /d/ | Е е /ɛ/  | Ж ж /ʒ/ | З з /z/ | И и /i/  | Й й /j/  |
| К к /k/ | Л л /l/ | М м /m/ | Н н /n/  | О о /ɔ/ | П п /p/  | Р р /r/ | С с /s/ | Т т /t/  | У у /u/  |
| Ф ф /f/ | Х х /x/ | Ц ц /ʦ/ | Ч ч /tʃ/ | Ш ш /ʃ/ | Щ щ /ʃt/ | Ъ ъ /ɤ/ | ь /ʲ/   | Ю ю /ju/ | Я я /ja/ |

پیوستن بلغارستان به اتحادیه اروپا در ۱ ژانویه۲۰۰۷ سیریلیک را سومین دبیره رسمی این اتحادیه قرارداد.

## چند واژه و جمله روزمره بلغاری
- Здравей (زدراوِی): درود
- Добър ден (دُبَر دِن): روزخوش
- Лека нощ (لِکا نُشت): شب‌خوش
- Довиждане (دُویژدانه): بدرود
- Кой си ти? (کُی سی تی؟): تو کی هستی؟ (برای مذکر)
- Коя си ти? (کُیا سی تی؟): تو کی هستی؟ (برای مونث)
- Да (دا): آره
- Не (نه): نه
- Добре съм (دُبره سَم): من خوبم
- Ще се видим утре (شته سه ویدیم اوتره): هم دیگر را فردا خواهیم‌دید.